# Włochy
Włochy là một quận của Warszawa, nằm ở khu vực tây nam của thành phố. Włochy giáp các quận Bemowo và Wola về phía bắc, Ochota và Mokotów về phía đông, Ursus và Ursynów về phía nam.
"Włochy" là số nhiều, có nghĩa là "Italia" trong tiếng Ba Lan.

## Lịch sử
Người ta không biết tên gọi "Włochy" có nguồn gốc từ đâu. Một giả thuyết cho rằng tên gọi lấy từ một quân đội nước ngoài, có lẽ là quân đội Italia. Một giả thuyết khác cho rằng tên gọi này lấy từ Jan Yokel, một người được gọi là "Włoch". Có lẽ ông đã là người lập nên ngôi làng trong khu rừng này.
Giữa thời kỳ 1938 và 1951, Włochy là một thị xã. Ngày 2 tháng 5 năm 1951, Włochy được sáp nhập vào quận Ochota của Vác-xa-va. Năm 1994, đây là một phần của đô thị Warszawa-Włochy. Năm 2002, đô thị này trở thành một quận riêng của Warsaw.